# تيم طومسون
تيم طومسون (بالإنجليزية: Tim Thompson)‏ هو لاعب كرة قاعدة أمريكي، ولد في 1 مارس 1924 في كوالبورت في الولايات المتحدة.

## وصلات خارجية
- تيم طومسون على موقع دوري كرة القاعدة الرئيسي (الإنجليزية)
- تيم طومسون على موقعبيزبول رفرنس.كوم (الدوري الرئيسي) (الإنجليزية)
- تيم طومسون على موقعبيزبول رفرنس.كوم (الدوري الثانوي) (الإنجليزية)